# Zeuxidamo
Zeuxidamo (em grego: Ζευξίδαμος) foi rei da cidade-Estado grega de Esparta de 645 a.C. até 625 a.C. ano da sua morte, pertenceu à Dinastia Euripôntida.
Segundo Pausânias (geógrafo), Zeuxidamo sucedeu seu avô paterno Teopompo e não seu pai Arquídamo, que teria morrido antes de Teopompo. Ele foi sucedido por seu filho Anaxídamo.
Heródoto, porém, não lista Zeuxídamo como um rei, dando a linha de reis sucessores de pai para filho como Teopompo - Anaxândrides I - Arquídamo I - Anaxilaus - Leotíquides I - Hippocratides.